# Midland Provincial Park
Midland Provincial Park är en park i Kanada.   Den ligger i provinsen Alberta, i den centrala delen av landet, 2 800 km väster om huvudstaden Ottawa. Midland Provincial Park ligger 760 meter över havet. Arean är 6,3 kvadratkilometer.
Terrängen runt Midland Provincial Park är huvudsakligen platt, men åt sydost är den kuperad.Runt Midland Provincial Park är det ganska tätbefolkat, med 60 invånare per kvadratkilometer.. Närmaste större samhälle är Munson, 9,3 km norr om Midland Provincial Park.
Trakten runt Midland Provincial Park består i huvudsak av gräsmarker.